# Erioptera transmarina
Erioptera transmarina là một loài ruồi trong họ Limoniidae. Chúng phân bố ở miền Cổ bắc.